# 艾格坦特
艾格坦特（法語：Ayguetinte，法語發音：[ɛɡtɛ̃t]）是法国热尔省的一个市镇，属于孔东区。

## 地理
艾格坦特（43°50'3"N, 0°25'38"E）面积6.31 平方千米，位于法国奧克西塔尼大區热尔省，该省份为法国西南部内陆省份，北起顺时针与洛特-加龙省、塔恩-加龙省、上加龙省、上比利牛斯省、大西洋比利牛斯省和朗德省接壤。
与艾格坦特接壤的市镇（或旧市镇、城区）包括：博凯尔、卡斯泰拉-韦尔迪藏、拉罗克圣塞尔南、圣皮伊、巴伊斯河畔瓦朗斯。

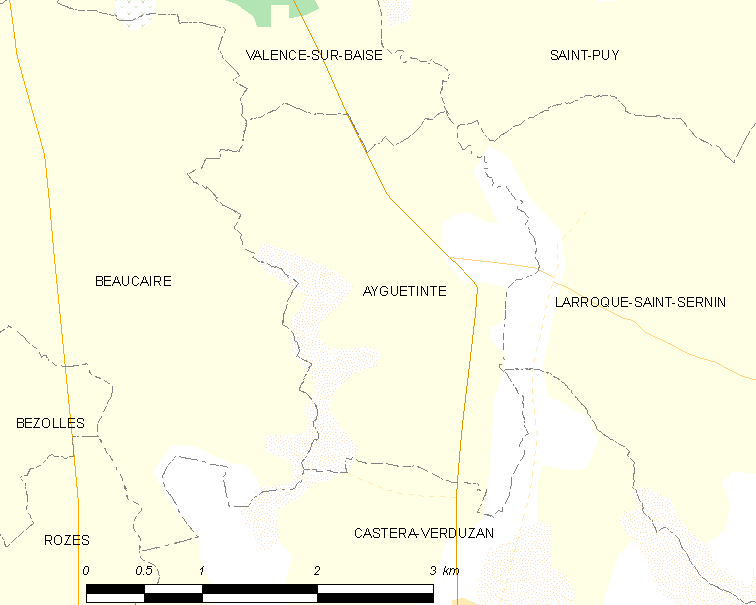
艾格坦特的OSM定位图

艾格坦特的时区为UTC+01:00、UTC+02:00（夏令时）。

## 行政
艾格坦特的邮政编码为32410，INSEE市镇编码为32024。

## 政治
艾格坦特所属的省级选区为巴伊斯-阿马尼亚克县。

## 人口

1962-2008年间艾格坦特人口变化图示

艾格坦特于2022年1月1日时的人口数量为157人。